# Брайтон (Колорадо)
Брайтон (англ. Brighton)  — город США штата Колорадо; административный центр округа Адамс. Имеет статус самоуправляемой территории (англ. Home rule municipality).
По оценке Бюро переписи населения США на 2010 год город имеет численность населения 33 352 человек.
Своё название город получил в честь района Нью-Йорка Брайтон-Бич.

## История
Город был основан в 1870 году как железнодорожная станция и первоначально назывался Хьюз.
В 1887 году он получил статус города и название города было изменено на то, которое он имеет в данный момент.

## География
По данным Бюро переписи населения США город имеет площадь 44.3 км², из которых 44 км² занимает суша и 0.3 км²  — вода.

## Экономика
В городе находятся два завода компании Vestas по производству ветрогенераторов. Два завода оцениваются в 290 млн. долларов, и на них находятся 1350 рабочих мест.

## Демография
По данным переписи 2000 года в городе насчитывалось 20905 человек, 6718 семей, и 5058 семей, проживающих в городе. Средняя плотность населения составляла 1,224.1 человека на квадратную милю. 
Расовый состав города составлял 76.91 % белых, 0.99 % негров, 1.47 % коренных американцев , 1,10 % азиатов , 0,04 % жителей тихоокеанских островов , 16,29 % других рас , и 3,20 % от двух или более рас. Испанцы или латиноамериканцы любой расы составляли 38,22 % населения.
Средний доход на домашнее хозяйство в городе составил $ 46779 , а средний доход на семью составляет $ 53286 . Мужчины имели средний доход от $ 35686 против $ 27103 для женщин. Доход на душу населения в городе составил $ 17927.

## Города-побратимы
Зембице